# ブレントウッド (ニューハンプシャー州)
ブレントウッド（英: Brentwood）は、アメリカ合衆国ニューハンプシャー州の町。ロッキンガム郡の郡庁所在地である。人口は4,538人（2022年）。町内をピスカシック川、リトル川、エクセター川が流れている。

## 歴史
ブレントウッドとなった地域にヨーロッパ人が入って来る以前、ペナクック・アベナキ族インディアンが住んでおり、農耕を行い狩猟、漁労を行っていた。町を主要な2本の歩道が通っており、1つはエクセター川に沿い、そこでは鏃など石器や木器が見つかって来た。この歩道はピックポケット・ダムで歴史あるペンタケット・トレイルと交差しており、そこからはマサチューセッツ州のヘイブリルやさらにその北に繋がっていた。
ブレントウッドの町域は「ブレントウッド・パリッシュ」と呼ばれたエクセターの町の一部だった。その名前はイングランドのエセックスにあるブレントウッドから採られており、そこは当初「バーントウッド」と呼ばれていた。1177年、イングランド王ヘンリー2世が王の森40エーカー (160,000 m2) を切り開き、燃やして農耕地にすることを認めたので、この名前が付けられた。1738年には既にエクセターの南西部、現在のブレントウッドとフレモントに住んでいた人々が、町の分離を請願したが拒絶された。しかし1742年6月26日、分離の許可が降り、ブレントウッドはニューハンプシャー植民地総督のベニング・ウェントワースによって法人化された。
町の当初から、集会所を置く場所について町内の地区の間で議論が持ち上がった。そのために町が分裂することになった。その結果、ウェントワース総督が議会の承認も無いままに1744年、ブレントウッドの町内に「キーンボロ・パリッシュ」と呼ぶ新しい町を設立する国王の勅許を発行した。この名前は駐スペイン大使でウェントワースの友人だったベンジャミン・キーン卿（1697年-1757年）にちなむものだった。1750年に論争が決着し、キーンボロはブレントウッドに戻った。
町の歴史初期には、川沿いに造られた工場が材木を生産し、商品を製作したが、町全体は農耕の方に重点を移した。現在はほとんど住宅地になっている。
1965年、ブレントウッドはUFOを視認したエクセター事件にわずかに関わった。この事件の主な経過は隣接するケンジントンの町で起きたと報告されている。ジャック・シドウェイとリンジー・ウェブというブレントウッドの若いカップルが、草原に車を駐めているときに明かりを見たとも報告した。彼らが車から出た時にその光が付いて来たので、光から逃げるために草原を走ったと主張していた。彼らは若かったので、その主張は真剣なものと考えられなかった。この証言がブレントウッドのものでありエクセターのものではなかったので、エクセターの公式文書に入れられず、見逃されることになった。

## 地理
アメリカ合衆国国勢調査局に拠れば、町域全面積は17.0平方マイル (44.0 km2)であり、このうち陸地16.8平方マイル (43.4 km2)、水域は0.23平方マイル (0.6 km2)で水域率は1.30%である。町内最高地点は標高275フィート (84 m) のグレートヒルであり、その頂上は町の南東隅にある。町内をエクセター川とその支流が流れている。町域の全体がピスカタクァ川の流域に入っている。

## 人口動態

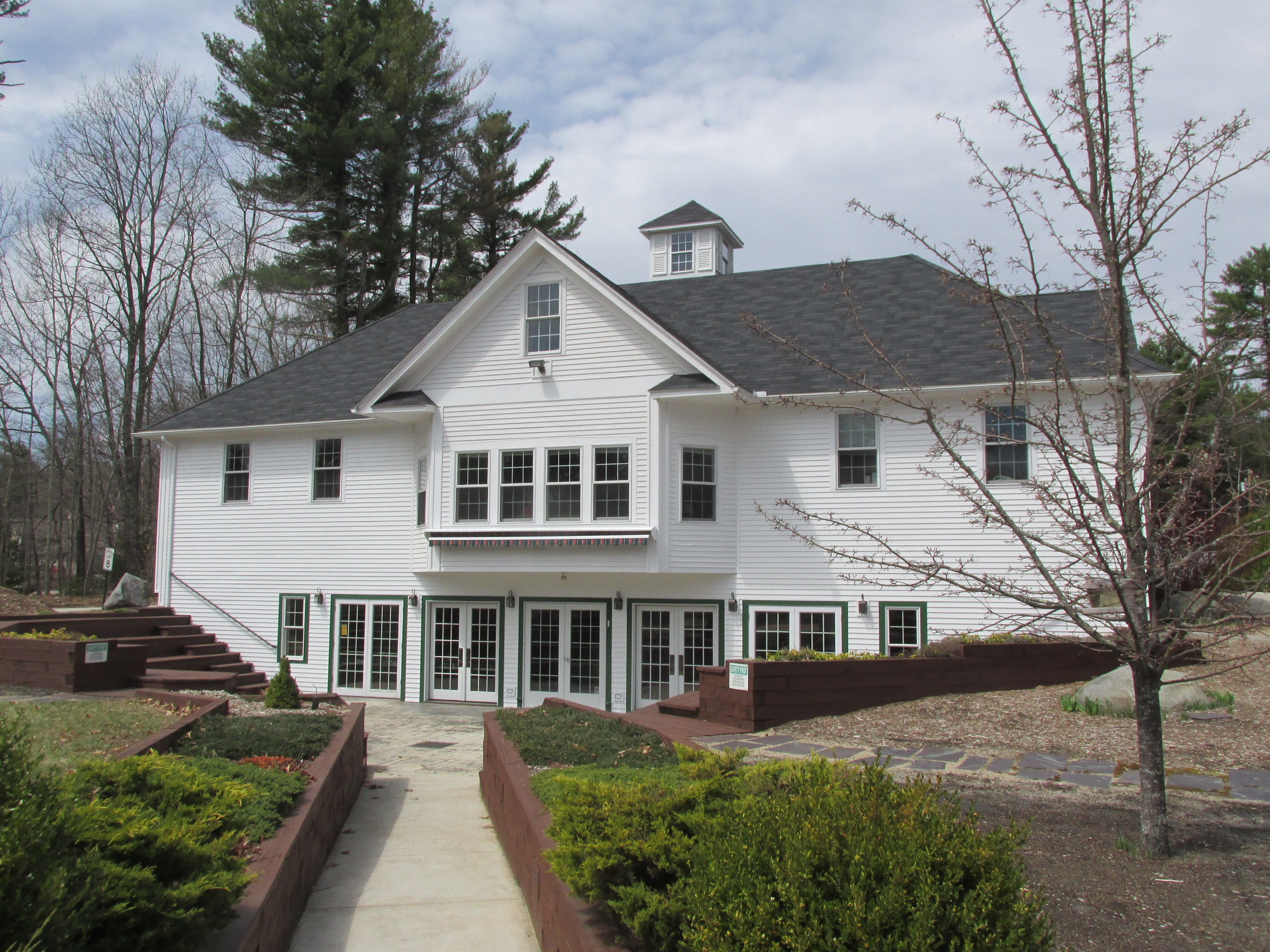
メアリー・E・バートレット図書館

以下は2010年国勢調査による人口統計データである。
| 基礎データ - 人口: 4,486 人 - 世帯数: 1,319 世帯 - 家族数: 1,087 家族 - 人口密度: 103.4人/km2（267.0 人/mi2） - 住居数: 1,350 軒 - 住居密度: 31.1軒/km2（80.4 軒/mi2） 人種別人口構成 - 白人: 96.3% - アフリカン・アメリカン: 0.7% - ネイティブ・アメリカン: 0.1% - アジア人: 1.0% - 太平洋諸島系: 0.1% - その他の人種: 0.5% - 混血: 1.3% - ヒスパニック・ラテン系: 1.5% 年齢別人口構成 - 18歳未満: 26.6% - 18-24歳: 7.2% - 25-44歳: 24.0% - 45-64歳: 28.8% - 65歳以上: 13.4% - 年齢の中央値: 41歳 - 性比（女性100人あたり男性の人口） - 総人口: 106.1 - 18歳以上: 106.6 | 世帯と家族（対世帯数） - 18歳未満の子供がいる: 46.2% - 結婚・同居している夫婦: 71.6% - 未婚・離婚・死別女性が世帯主: 7.1% - 非家族世帯: 17.6% - 単身世帯: 14.0% - 65歳以上の老人1人暮らし: 5.9% - 平均構成人数 - 世帯: 3.02人 - 家族: 3.33人 収入と家計（2007年-2011年平均） - 収入の中央値 - 世帯: 110,250米ドル - 家族: 111,650米ドル - 性別 - 男性: 69,565米ドル - 女性: 55,000米ドル - 人口1人あたり収入: 37,385米ドル - 貧困線以下 - 対人口: 2.2% - 対家族数: 1.0% - 18歳未満: 3.2% - 65歳以上: 0.4% |